# Kate Mahaut
Kate Yvonne Mahaut (ur. 16 stycznia 1908 we Frederiksbergu, zm. 2 marca 1988 tamże) – duńska florecistka, wielokrotna medalistka mistrzostw świata.
Podczas mistrzostw świata w Paryżu w 1937 roku Dunki w składzie: Ulla Barding, Karen Lachmann, Kate Mahaut, Grete Olsen, Aya Pedersen i Mitzi With wywalczyły brązowy medal we florecie drużynowym. W tej samej konkurencji zdobyła też złote medale na mistrzostwach świata w Lizbonie (1947) i mistrzostwach świata w Hadze (1948), srebrny na mistrzostwach świata w Monte Carlo (1950) oraz brązowy na mistrzostwach świata w Sztokholmie (1951).
Na igrzyskach olimpijskich w Londynie w 1948 roku dotarła do ćwierćfinałów turnieju indywidualnego. Brała też udział w igrzyskach olimpijskich w Helsinkach w 1952 roku odpadła w pierwszej rundzie.